# Arheologie industrială

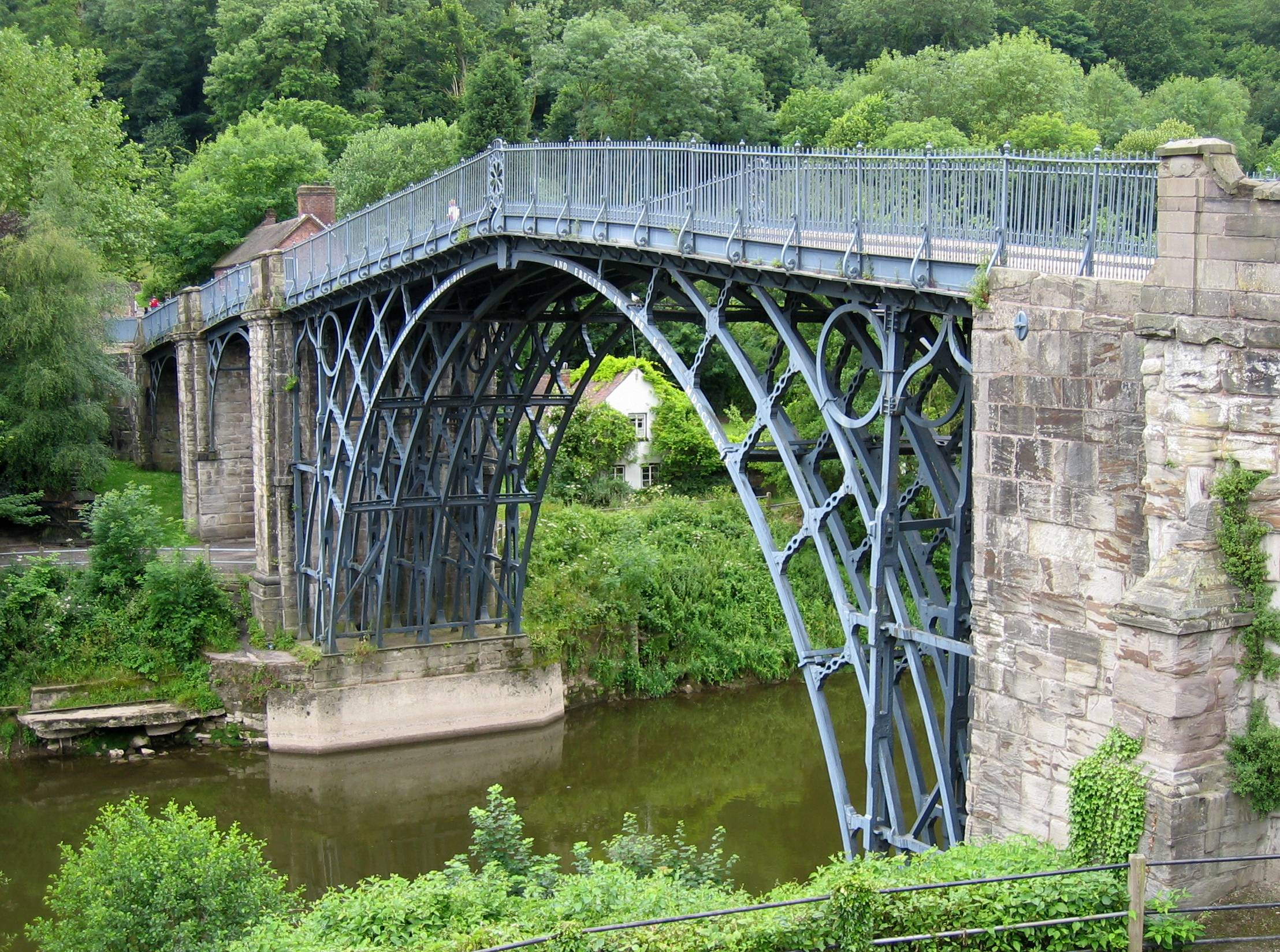
Cheile Ironbridge, Shropshire, Marea Britanie, a fost una dintre primele zone din lume incluse într-un studiu de arheologie industrială la scară mare. În 1986, a fost una dintre primele zone industriale desemnate sit al Patrimoniului Mondial UNESCO.

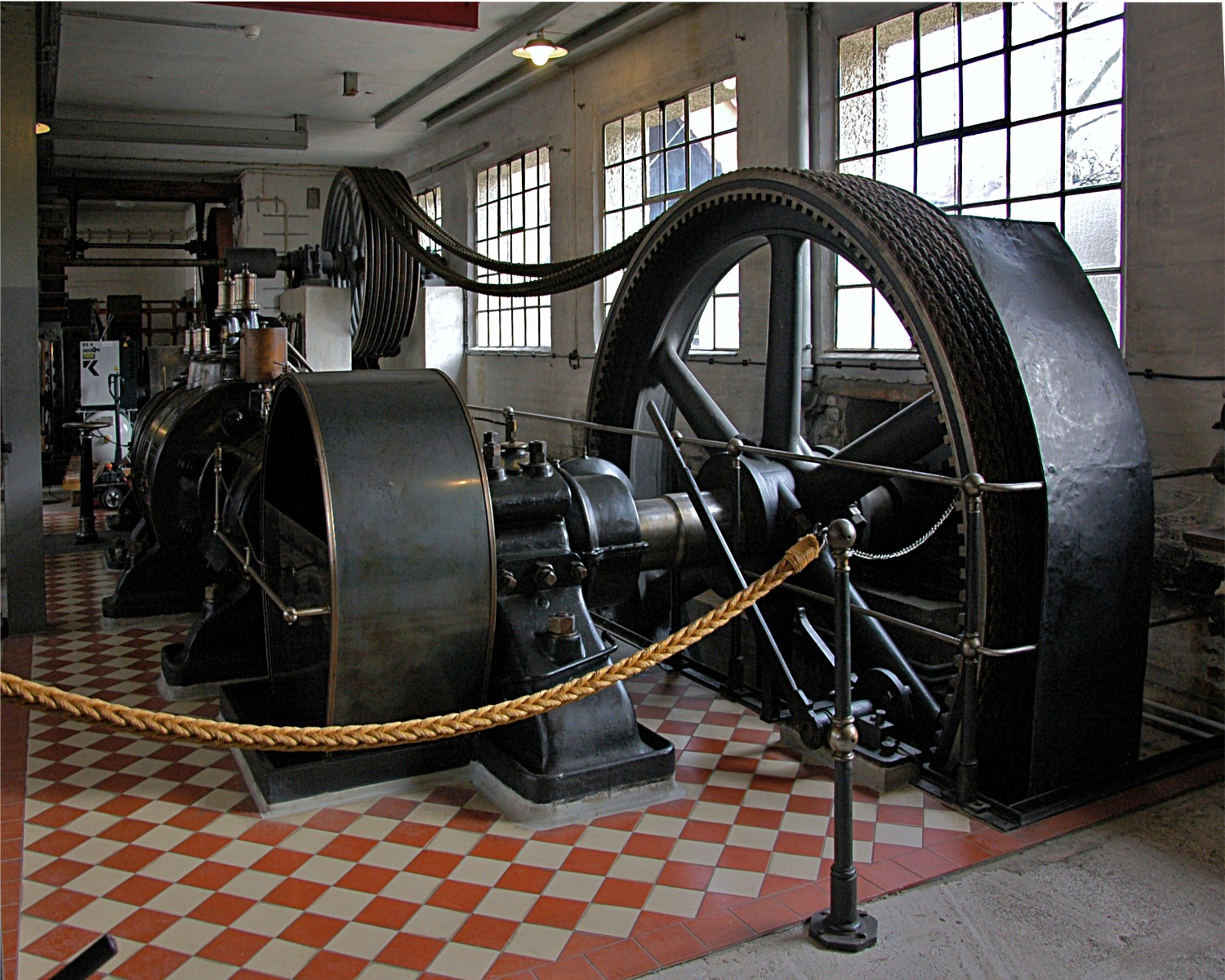
Un motor cu abur păstrat în Germania - unul dintre simbolurile Revoluției industriale și un subiect frecvent studiat de arheologii industriali.

Arheologia industrială (AI) este analiza sistematică a probelor materiale privind istoria industrială. Aceste probe sunt cunoscute în mod colectiv sub denumirea de moștenire industrială și includ clădiri, utilaje, artefacte, situri, infrastructură, documente și alte elemente asociate cu producția, fabricația, extracția, transportul sau construcția unui produs sau unei game de produse. Domeniul arheologiei industriale include o serie de discipline, inclusiv arheologia, arhitectura, construcțiile, ingineria, conservarea istorică, muzeologia, tehnologia, urbanismul și alte specialități, în vederea reconstituirii istoriei activităților industriale din trecut. Interpretarea științifică a acestor dovezi materiale este adesea necesară, deoarece înregistrarea scrisă a multor tehnici industriale este adesea incompletă sau inexistentă. Arheologia industrială cuprinde atât examinarea structurilor supraterane, cât și a siturilor care trebuie să fie studiate prin săpături arheologice.
Domeniul arheologiei industriale a luat amploare în anii 1950 în Marea Britanie, într-o perioadă în care multe situri și artefacte industriale istorice erau pierdute în întreaga țară, inclusiv cazul notabil al Arcului Euston din Londra. În deceniile următoare, în anii 1960 și 1970, odată cu apariția mișcărilor naționale pentru conservarea patrimoniul cultural, arheologia industrială a devenit o formă distinctă de arheologie, cu un accent deosebit pe conservare, mai întâi în Marea Britanie și ulterior în Statele Unite și în alte părți ale lumii. În acest interval, au fost inițiate primele inventare naționale organizate ale patrimoniului industrial, inclusiv Studiul Monumentelor Industriale din Anglia și Registrul Istoric American al Ingineriei din Statele Unite. De asemenea, au fost înființate numeroase organizații regionale și naționale de arheologie industrială, printre care Societatea pentru Arheologie Industrială din America de Nord în 1971 și Asociația pentru Arheologie Industrială din Marea Britanie în 1973. În același an, a avut loc Prima Conferință Internațională despre Conservarea Monumentelor Industriale la Ironbridge, în Shropshire. Această conferință a dus, în 1978, la înființarea oficială a Comitetului Internațional pentru Conservarea Patrimoniului Industrial (cunoscut sub numele de "TICCIH") ca organizație mondială pentru promovarea patrimoniului industrial. Membrii acestor grupuri și ale altor organizații de arheologie industrială reprezintă, în general, un amestec de profesioniști și amatori care împărtășesc un interes comun pentru promovarea studiului, aprecierii și conservării resurselor de patrimoniu industrial.

## Subiecte și puncte de interes în arheologia industrială

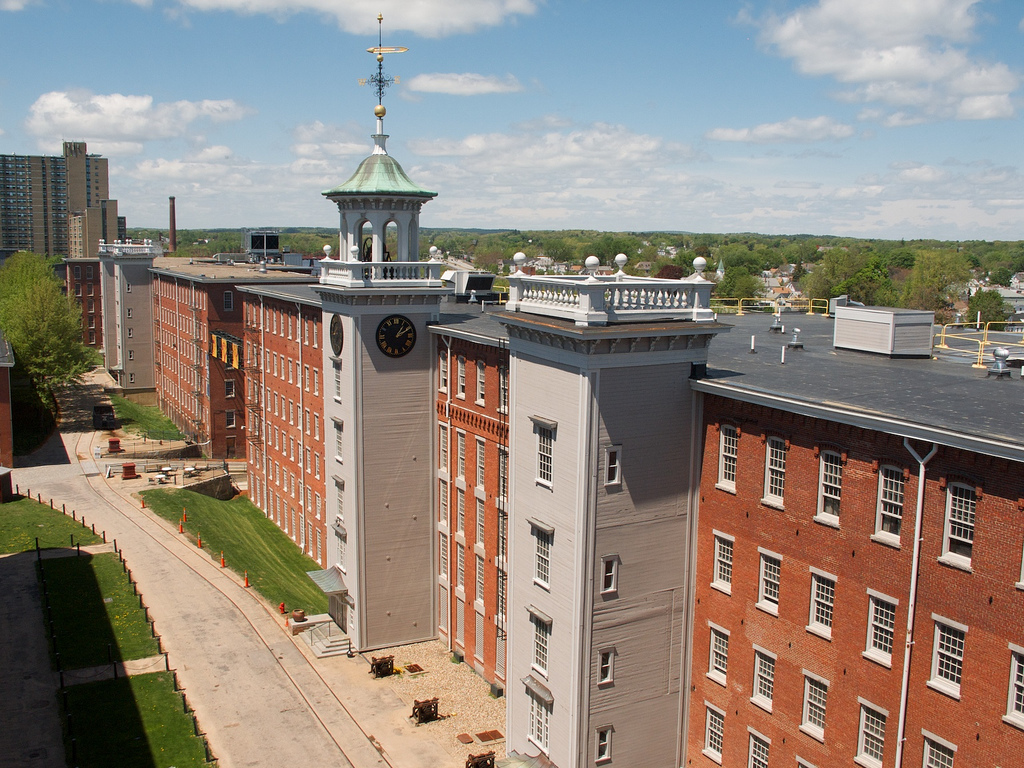
Fabricile de bumbac Boott din Lowell, Massachusetts, restaurate ca parte a Parcului Istoric Național Lowell, înființat în anii 1970 în mare parte prin eforturile arheologilor industriali.

Arheologia industrială cuprinde o gamă largă de subiecte, de la primele fierării și mori cu apă până la fabricile moderne de mari dimensiuni, precum și situri și structuri adiacente, cum ar fi locuințe pentru muncitori, depozite și infrastructură. În general, tematicile arheologiei industriale se încadrează în una dintre cele patru categorii:
- Extracție (cunoscută și sub denumirea de "materii prime de bază", care include minerit, extracție de piatră, petrol, exploatare forestieră, etc.),
- Producție (mori și fabrici, inclusiv sistemele lor de alimentare cu energie și utilajele),
- Utilități publice (apa, canalizare, electricitate, gaz etc.) și
- Transport (canale, căi ferate, drumuri, aviație, poduri, tuneluri etc.).

În plus, tema generării de energie (apă, vânt, abur, electricitate, etc.), deși relevantă pentru fiecare dintre cele patru categorii majore ale arheologiei industriale, este uneori considerată o categorie distinctă.
Contribuția arheologilor industriali a sporit gradul de conștientizare a patrimoniului industrial în rândul publicului, inclusiv prin crearea muzeelor industriale și includerea unor situri în registrele istorice culturale naționale și internaționale în multe părți ale lumii. Exemple notabile includ Muzeele Ironbridge Gorge, Fierăriile Engelsberg și Parcul Istoric Național Lowell, printre multe altele.

## Evoluția arheologiei industriale

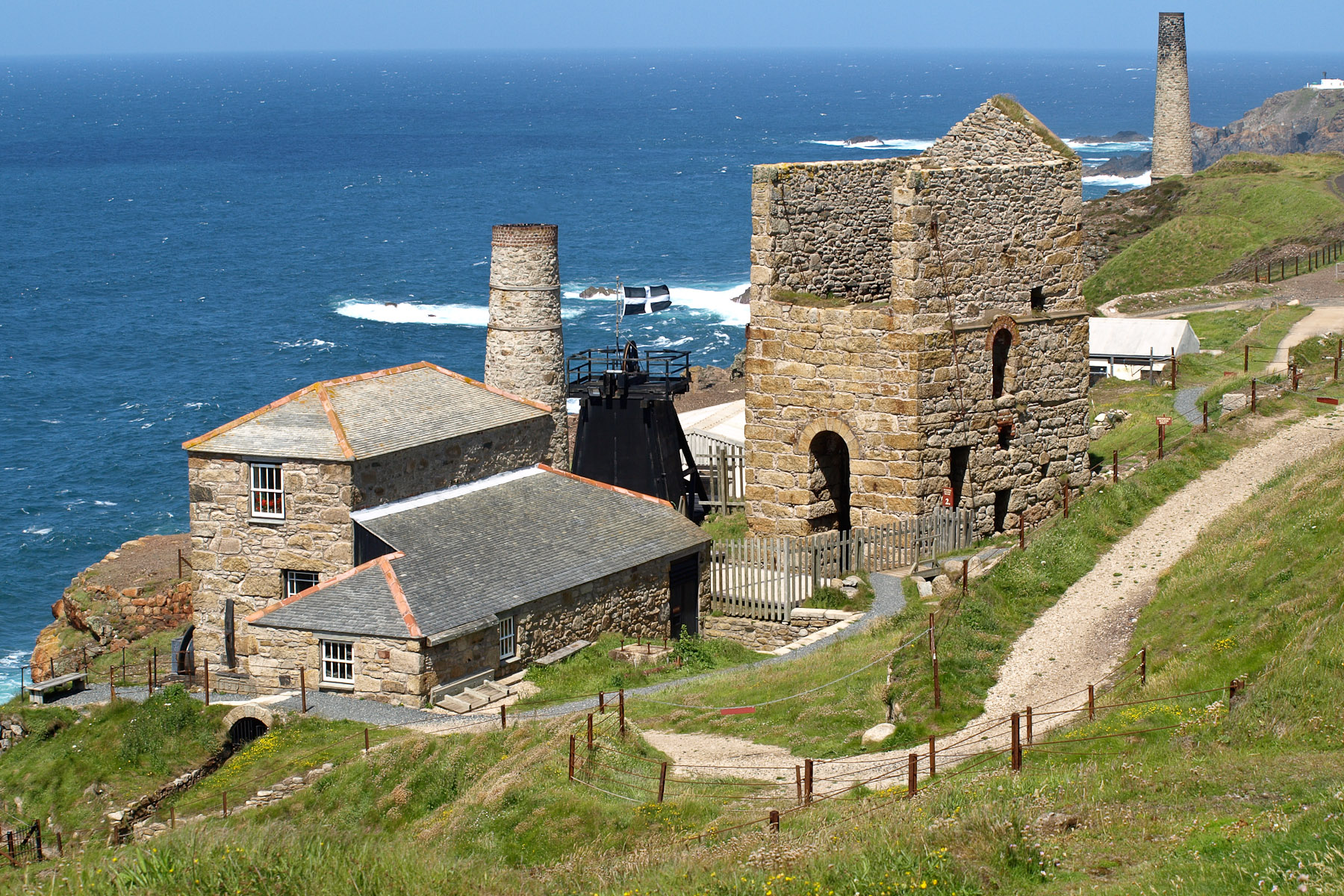
Mina Levant din Cornwall, un subiect timpuriu al conservării în anii 1930.

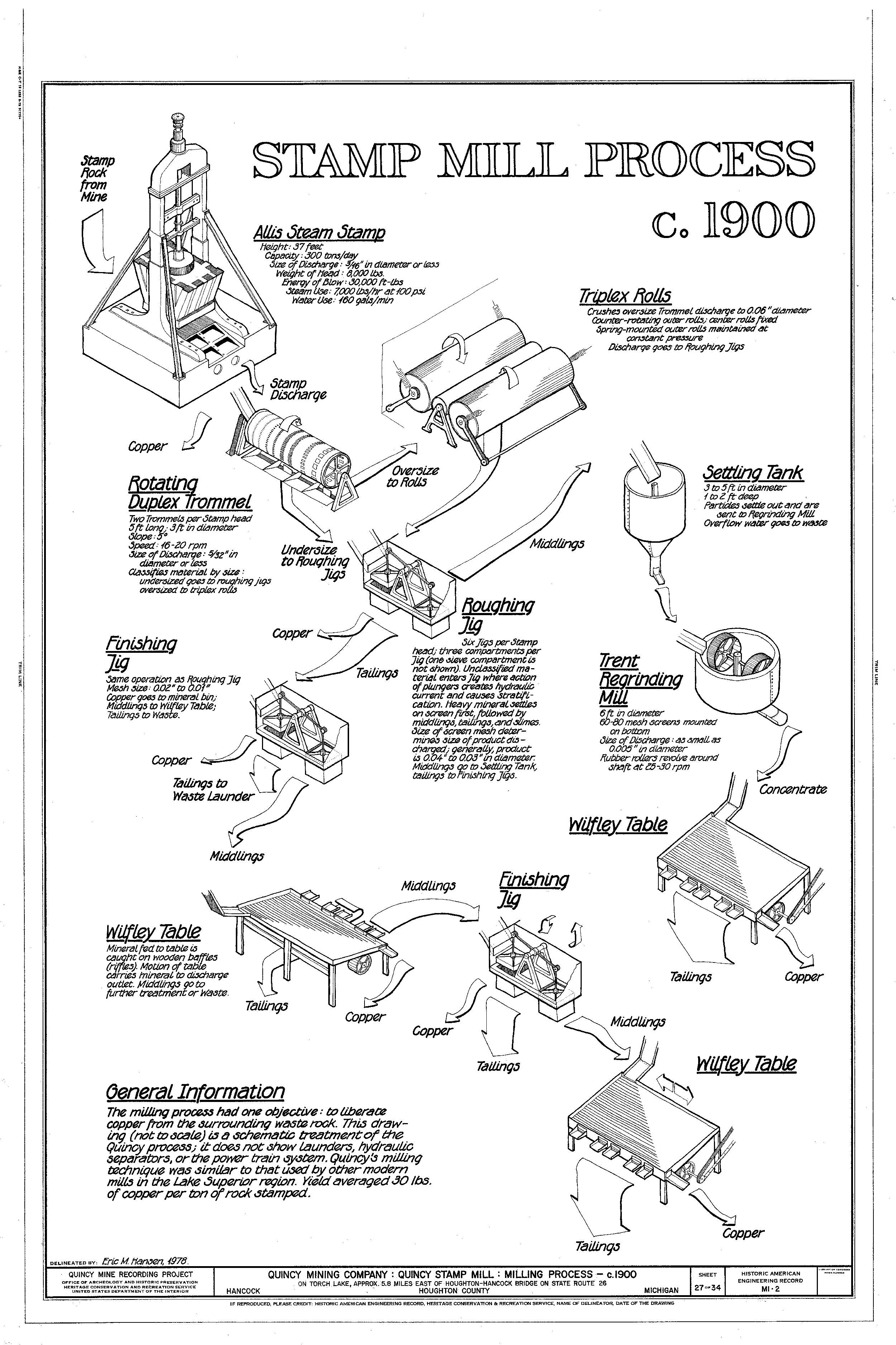
Un desen tehnic detaliat al procesului fabricii de ștampile de la Quincy Stamp Mill, Houghton, Michigan, realizat ca parte a Proiectului de Înregistrare a Minei Quincy de către Historic American Engineering Record în 1978.

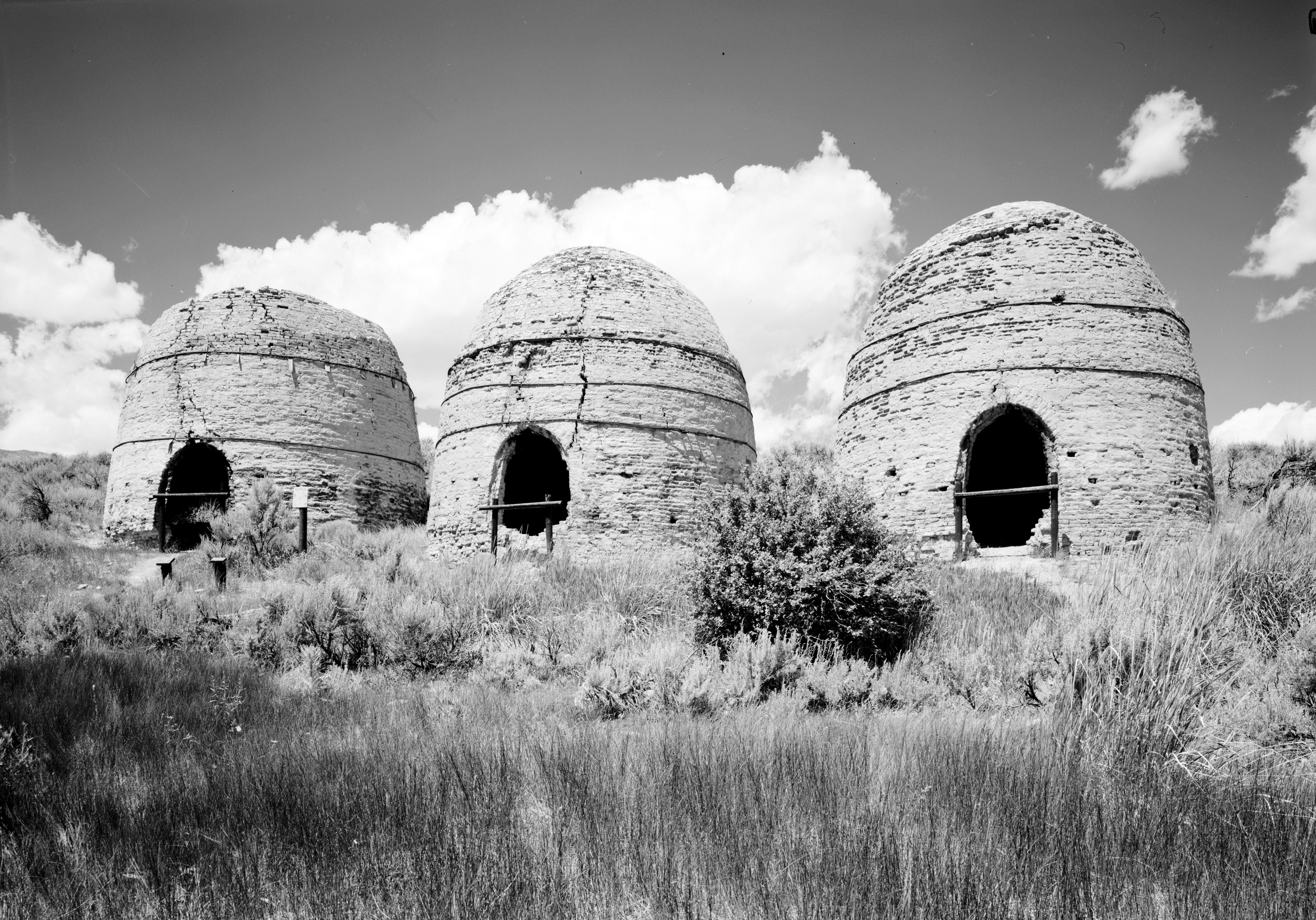
Cuptoarele de cărbune Birch Creek lângă Leadore, Idaho. Adăugate la Registrul Național al Locurilor Istorice în 1972.

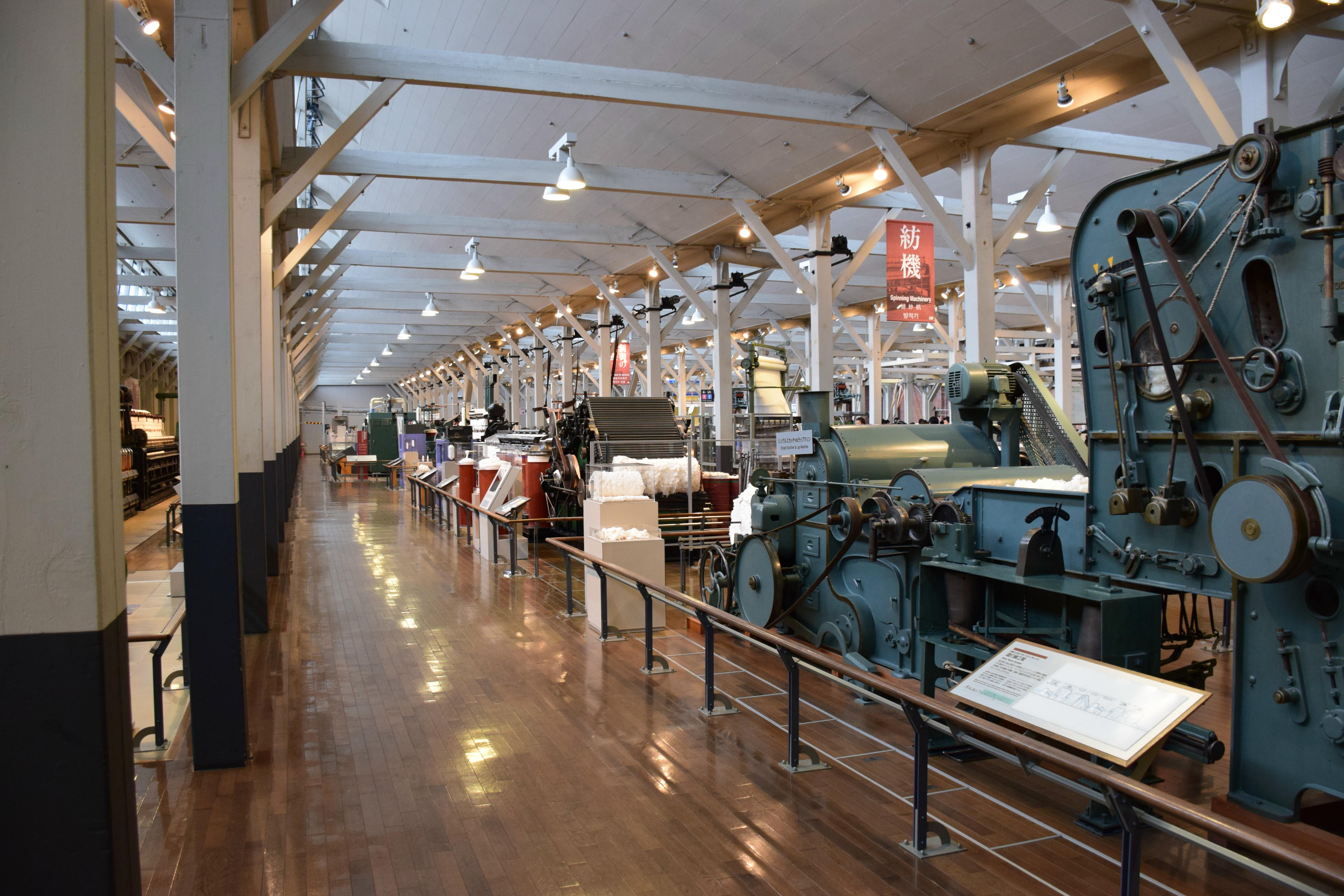
Mașini textile expuse la Muzeul Comemorativ al Industriei și Tehnologiei Toyota din Nagoya, Japonia

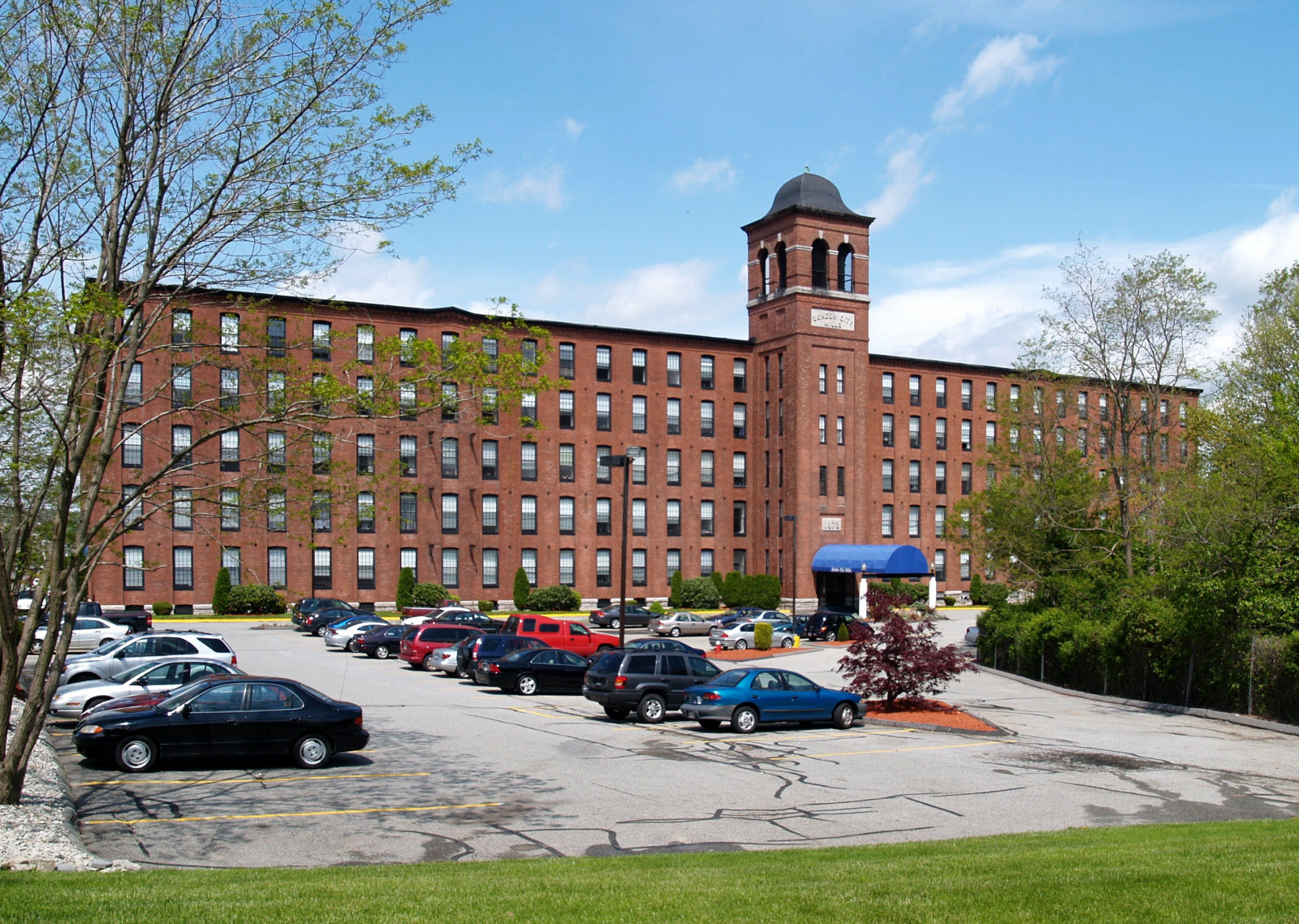
Apartamentele Border City Mill din Fall River, Massachusetts, reprezintă un exemplu de utilizare adaptivă a unui sit de patrimoniu industrial.

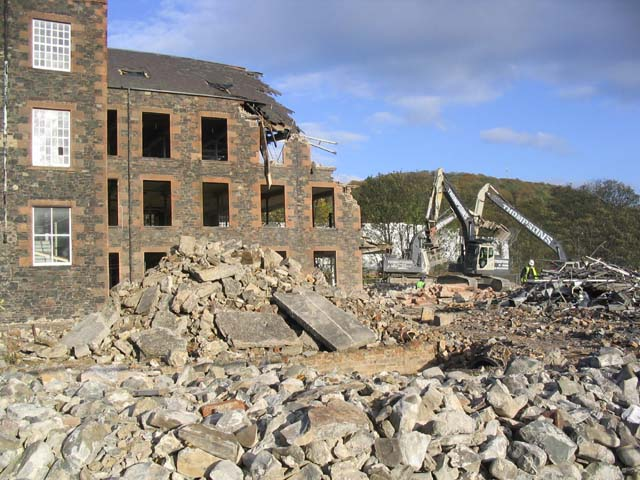
În ciuda eforturilor ample de conservare din ultimele decenii, multe situri industriale istorice continuă să fie pierdute din cauza incendiilor, neglijenței și demolarii.

### Primele evoluții
Unul dintre primii precursori ai mișcării de arheologie industrială din mijlocul secolului al XX-lea a fost Societatea Tehnică a Meseriilor din Sheffield, înființată în 1918 la Universitatea din Sheffield pentru a păstra anumite elemente din istoria industrială a orașului. În 1920, Societatea Newcomen a fost înființată în Marea Britanie pentru a promova studiul istoriei ingineriei și tehnologiei, incluzând multe relicve ale Revoluției Industriale, cum ar fi motoarele cu abur, canalele, podurile de fier, mașinăriile și alte artefacte istorice. Societatea Newcomen a înființat și Jurnalul de Arheologie Industrială în 1964, prima publicație națională de AI din Marea Britanie. O altă dezvoltare timpurie a fost formarea Comitetului de Conservare a Motoarelor din Cornwall (CEPC) în 1935, pentru a salva Mina Levant și Motorul cu Aburi din Cornwall.
În primele decenii ale secolului al XX-lea, mișcarea de conservare a patrimoniului istoric în Statele Unite era încă în fază incipientă. Cele mai multe situri istorice care atrăgeau atenția erau legate de președinți și figuri politice, sau de perioada colonială timpurie. Cu toate acestea, în 1925, unul dintre primele muzee industriale din Statele Unite a fost deschis la Old Slater Mill, în Pawtucket, Rhode Island, pe situl primei fabrici textile de succes din țară, construită în 1793. Muzeul a fost fondat de un grup de lideri în afaceri cu legături în industria textilă a New England-ului, într-o perioadă de declin datorat concurenței din Sud. Asociația Old Slater Mill a avut previziunea să restaureze vechea fabrică la aspectul său din începutul secolului al XIX-lea și să o umple cu o colecție reprezentativă de mașini textile. În 1966, Old Slater Mill a fost declarată un Monument Istoric Național. La începutul anilor 1970, Paul E. Rivard, directorul muzeului Old Slater Mill, a fost una dintre figurile cheie în înființarea Societății pentru Arheologie Industrială.
Un alt exemplu notabil al unui sit de arheologie industrială timpurie (care precede mișcarea extinsă de arheologie industrială) este Situl Istoric Național Saugus Iron Works din Saugus, Massachusetts. Acesta este locul primei unități integrate de prelucrare a fierului din America de Nord și a fost reconstruit în anii 1950 după excavări arheologice extinse începute la sfârșitul anilor 1940 de către Roland W. Robbins.

### Începuturile arheologiei industriale
Termenul „arheologie industrială” a devenit popular în Marea Britanie în 1955, datorită lui Michael Rix de la Universitatea din Birmingham, care a scris un articol în The Amateur Historian, despre necesitatea cercetării amănunțite și a conservării siturilor industriale și a relicvelor din secolele al XVIII-lea și al XIX-lea, precum și din perioada Revoluției Industriale britanice. În 1959, Consiliul Britanic de Arheologie (CBA) a înființat un comitet de cercetare în domeniul arheologiei industriale. CBA a dezvoltat curând o fișă standardizată pentru monumentele industriale, pe care a distribuit-o grupurilor de voluntari din întreg Regatul Unit. În 1965, a fost creat Registrul Național al Monumentelor Industriale (NRIM) ca arhivă centrală pentru fișele care fuseseră colectate de Angus Buchanan la Universitatea din Bath. Până la sfârșitul anilor 1960, s-au format mai multe grupuri locale de arheologie industrială în Marea Britanie, inclusiv Societatea pentru Arheologie Industrială din Gloucestershire în 1963, Societatea de Arheologie Industrială din Bristol în 1967 și Societatea de Arheologie Industrială din Greater London în 1968, printre altele. Misiunea principală a acestor grupuri locale de AI în această perioadă a fost înregistrarea relicvelor rămase din istoria industrială, în special a celor considerate a fi cel mai expuse riscului cauzat de planurile de dezvoltare urbană. În funcție de starea sitului sau a artefactului, înregistrarea constă de obicei în compilarea unui rezumat succint al istoriei sitului prin intermediul documentelor disponibile, inclusiv hărți sau fotografii vechi, urmată de măsurători detaliate la fața locului, desene și fotografii ale condițiilor existente ale sitului. În general, se întocmește un raport, iar copiile sunt depuse într-o arhivă publică în beneficiul generațiilor viitoare. Majoritatea expedițiilor de înregistrare au scopul de a obține o privire de ansamblu asupra condițiilor existente și nu sunt menite să fie un studiu complet.
Una dintre primele zone care a fost supusă unui studiu sistematic în domeniul arheologiei industriale a fost Cheile Ironbridge din Shropshire, Regatul Unit. Acest peisaj s-a dezvoltat începând cu secolul al XVII-lea ca unul dintre primele peisaje industriale din lume, iar până în secolul al XVIII-lea avea o varietate de industrii extractive, precum și o producție extinsă de fier, fabricarea ceramicii și o serie de căi ferate timpurii. Trustul Muzeului Ironbridge Gorge a fost înființat în 1967, iar importanța Cheilor Ironbridge a fost recunoscută în 1986 când a fost desemnat ca sit al Patrimoniului Mondial UNESCO.
În 1963, jurnalistul britanic Kenneth Hudson a publicat primul text de arheologie industrială, intitulat "Arheologia industrială: o introducere". Patru ani mai târziu, în aprilie 1967, Hudson a susținut o prelegere la un seminar la Instituția Smithsonian din Washington, DC, despre ceea ce este considerată a fi nașterea mișcării AI în Statele Unite. Seminarul, la care a participat un public format din  conservatori istorici, profesioniști din caderul unor muzee și alții, s-a concentrat asupra a ceea ce se făcea pentru promovarea studiului arheologiei industriale în Marea Britanie și în Europa și pe ceea ce trebuia făcut în Statele Unite. Până în acea perioadă, câteva situri industriale istorice selectate fuseseră înregistrate de Historic American Buildings Survey (HABS), care până atunci se concentrase în principal pe situri importante din punct de vedere arhitectural. În 1967, a fost realizat remarcabilul New England Textile Mills Survey (NETMS) sub umbrela HABS, condus de Robert M. Vogel, curator al Diviziei de mecanică și civilă la Muzeul Smithsonian de Istorie și Tehnologie. NETMS a fost primul proiect de înregistrare industrială la scară mare al HABS. A fost urmată de New England Textile Mill Survey II în 1968. Rapoartele complete din sondajele fabricilor de textile din 1967 și 1968 sunt acum disponibile pentru vizualizare publică pe site-ul Bibliotecii Congresului, inclusiv Amoskeag Millyard din Manchester, New Hampshire, care a suferit modificări semnificative imediat după încheierea sondajului.
Succesul sondajelor despre fabricile de textile din 1967 și 1968 a dus la înființarea Historic American Engineering Record (HAER) în 1969, în colaborare cu Societatea Americană a Inginerilor Civili. Începând de atunci, mii de situri și structuri industriale/de inginerie din Statele Unite au fost înregistrate de HAER și sunt disponibile la Biblioteca Congresului pentru ca publicul să poată beneficia de ele.

### Anii 1970-1980
Până la începutul anilor 1970, arheologia industrială era, în cea mai mare parte, practicată în câteva țări selecte de amatori și profesioniști din medii diferite și având scopuri diferite. Deși s-au realizat multe progrese în deceniul precedent, „noul” domeniu al arheologiei industriale încă se lupta să obțină acceptarea ca fiind o adevărată activitate academică. În octombrie 1971, un grup de reprezentanți din cadrul mai multor muzee, universități și organizații guvernamentale din Statele Unite și Canada s-au întâlnit la Washington, DC pentru a stabili mijloacele de îmbunătățire a schimbului de idei și informații. Rezultatul a fost prima societate academică la nivel național legată de arheologia industrială din lume; Societatea pentru Arheologie Industrială (SIA). S-a decis ca numele Societății să preia ortografia guvernului SUA pentru „archeology”, în loc de „archaeology”. Primul buletin informativ SIA a fost publicat în ianuarie 1972, cu Robert M. Vogel în calitate de redactor. În luna aprilie a aceluiași an, noua grupare a organizat prima sa conferință anuală în New York City. În 1975, SIA a lansat revista academică, IA, The Journal of the Society for Industrial Archaeology, cu Emory Kemp în calitate de redactor.
În 1973, a fost înființată Asociația pentru Arheologia Industrială (AIA) în Marea Britanie. Ea a reunit numeroasele grupuri locale de arheologie industrială care se formaseră în toată țara. AIA publică un buletin informativ, Industrial Archaeology News, împreună cu jurnalul său academic, Industrial Archaeology Review, introdus în 1976. Mulți membri AIA au fost activi în promovarea misiunii arheologiei industriale în toată Europa și în restul lumii.
Odată cu declinul rapid al multor industrii consacrate în America de Nord și Europa în anii 1970, arheologii industriali au început să adopte un nou rol de înregistrare și conservare a siturilor recent închise, în defavoarea relicvelor antice din perioadele anterioare. Printre proiectele remarcabile din această decadă s-a numărat transformarea reușită a Sloss Furnaces din Birmingham, Alabama, după închiderea sa în 1971, într-un muzeu industrial în aer liber. Sloss Furnaces a fost declarat un loc istoric național în 1981. Muzeul a fost deschis în 1983 și oferă o varietate de programe educaționale și civice.
În 1982, IARecordings a fost înființată de un grup mic de voluntari în Marea Britanie, pentru a înregistra industriile trecute și actuale pe film și video, ca resursă pentru generațiile viitoare.
În decursul anilor 1980, domeniul arheologiei industriale din Marea Britanie s-a îndepărtat de ceea ce se întâmpla în America de Nord, unde teoriile arheologiei sociale care au fost dezvoltate în domeniul arheologiei istorice au început să fie aplicate studiului siturilor industriale. Între timp, arheologii industriali britanici s-au concentrat în principal pe înregistrarea aspectelor tehnice ale siturilor și artefactelor. O evoluție cheie în această perioadă a fost trecerea către studii tematice ale monumentelor după tip, inclusiv cele trei sondaje inițiale ale fabricilor de textile din Greater Manchester, Yorkshire și estul Cheshire conduse de Keith Falconer.

### Din 1990
Din 1990, a existat o conștientizare tot mai mare a importanței patrimoniului industrial, confirmată cel mai evident prin adăugarea unui număr considerabil de situri industriale pe Lista Patrimoniului Mondial UNESCO. Multe situri industriale conservate au devenit o parte vitală a turismului cultural, inclusiv Ruta Europeană a Patrimoniului Industrial (ERIH), înființată în 1999. Pe baza succesului Route der Industriekultur din Ruhr, Germania, ERIH s-a extins pentru a include șaisprezece rute în șapte țări, cu planuri pentru noi rute în alte țări. Numărul siturilor industriale conservate și transformate în scopul altor utilizări, cum ar fi apartamente, spații publice sau muzee, în loc să fie demolate,  reprezintă, de asemenea, o dovadă a eforturilor arheologilor industriali.
Arheologia industrială a câștigat treptat acceptarea în aria academică. În Marea Britanie, unde domeniul s-a dezvoltat în mare parte datorită eforturilor cercetătorilor voluntari, apariția proiectelor finanțate de dezvoltatori în ultimele două decenii a dus la o prezență sporită a practicienilor profesioniști, cu aplicarea metodelor teoretice de arheologie, precum arheologia peisajului, în context industrial. Cu toate acestea, în timp ce multe departamente universitare de arheologie includ acum perioada industrială în cursurile lor de licență, arheologia industrială rămâne un domeniu de studiu destul de limitat, cu puține programe dedicate acesteia, cum ar fi cele oferite la Universitatea Tehnologică din Michigan și Institutul Ironbridge.
Aprecierea larg răspândită a importanței patrimoniului industrial de către publicul larg este încă deficitară în multe domenii, deoarece subiectul își menține adesea percepția că nu este "suficient de vechi" pentru a fi considerat cu adevărat arheologie. În plus, există adesea asocieri negative cu situri industriale neglijate sau abandonate, încadrându-se aici consecințele sociale, economice și de mediu (situri industriale dezafectate). La fel ca în alte domenii bazate pe istorie, una dintre provocările continue ale arheologilor industriali din întreaga lume este competiția pentru finanțarea publică în continuă scădere pentru proiectele lor de cercetare, educație și conservare. Numărul mare de situri industriale istorice și finanțarea limitată înseamnă adesea că multe dintre acestea sunt încă pierdute din cauza neglijenței, incendiilor și demolărilor.
În 2003, Carta Nizhny Tagil a fost adoptată de TICCIH la al XII-lea Congres desfășurat în Nijni Tagil, Rusia. Aceasta reprezintă standardul internațional pentru studiul, documentarea, conservarea și interpretarea patrimoniului industrial.

## Organizații AI
Există societăți naționale de arheologie industrială în multe țări. Acestea reunesc oameni interesați de cercetarea, înregistrarea, conservarea și prezentarea patrimoniului industrial. Arhitectura industrială, extracția mineralelor, turismul bazat pe patrimoniu, tehnologia energetică, reutilizarea adaptivă și istoria transporturilor sunt doar câteva dintre temele cercetate de membrii acestor societăți. Majoritatea grupurilor publică buletine informative periodice și organizează diverse conferințe, seminarii și tururi ale siturilor de arheologie industrială și ale industriilor încă active (cunoscute sub numele de tururi de proces). Organizațiile AI pot fi, de asemenea, implicate în consultarea cu privire la problemele de conservare istorică sau în consultarea cu unitățile guvernamentale cu privire la revizuirea sau demolarea siturilor sau clădirilor importante.
| Pseudonim     | Numele Organizației                                                                                     | Țară / Regiune                                                        | Înființată | Site web                                                                           |
| ------------- | --- | --------------------------------------------------------------------- | ---------- | ---------------------------------------------------------------------------------- |
| AIA           | Asociația pentru Arheologia Industrială                                                                 | Marea Britanie                                                        | 1973       | industrial-archaeology.org                                                         |
| AIPAI         | Asociația Italiană pentru Patrimoniul Arheologic Industrial                                             | Italia                                                                | 1997       | www.patrimonioindustriale.it/sezioniregionali.shtm                                 |
| APPI          | Asociația Portugheză pentru Patrimoniul Industrial                                                      | Portugalia                                                            | 1997       | www.museudaindustriatextil.org/appi                                                |
| CILAC         | Comitetul de Informare și Legătură pentru Arheologie, Studiu și Valorificare a Patrimoniului Industrial | Franța                                                                | 1979       | www.cilac.com                                                                      |
| E-FAITH       | Federația Europeană a Asociațiilor pentru Patrimoniul Industrial și Tehnic                              | Europa                                                                |            | www.e-faith.org                                                                    |
| FIEN          | Federația pentru Patrimoniul Industrial din Olanda                                                      | Olanda                                                                | 1984       | www.industrieel-erfgoed.nl                                                         |
| IHAI          | Asociația pentru Patrimoniul Industrial din Irlanda                                                     | Irlanda                                                               | 1996       | www.ihai.ie                                                                        |
| IHTIA         | Institutul pentru Istoria Tehnologiei și Arheologia Industrială                                         | Universitatea West Virginia, Morgantown, West Virginia, Statele Unite | 1989       | http://www.as.wvu.edu/ihtia Arhivat în 31 martie 2022, la Wayback Machine.         |
| JIAS          | Societatea Japoneză de Arheologie Industrială                                                           | Japonia                                                               | 1977       | jias.o.oo7.jp/index.html                                                           |
| LIMF          | Fondul pentru Patrimoniul Industrial al Letoniei                                                        | Letonia                                                               | 1992       | English version                                                                    |
| AIR           | Asociația Română pentru Arheologia Industrială                                                          | România                                                               | 2007       |                                                                                    |
| PIWB          | Patrimoniul Industrial Wallonia-Bruxelles                                                               | Belgia                                                                | 1984       | http://www.patrimoineindustriel.be/en/piwb                                         |
| SIA           | Societatea pentru Arheologie Industrială                                                                | Statele Unite/Canada                                                  | 1971       | www.sia-web.org                                                                    |
|               | Asociația pentru Conservarea Mediului Industrial                                                        | Danemarca                                                             | 1979       | www.fabrikogbolig.dk/index.php Arhivat în 3 octombrie 2014, la Wayback Machine.    |
| SGTI / ASHT   | Societatea Elvețiană pentru Istoria Tehnologiei și Patrimoniului Industrial                             | Elveția                                                               |            | www.sgti.ch sau www.asht.ch                                                        |
| SIM           | Asociația suedeză pentru memorie industrială                                                            | Suedia                                                                | 1989       | www.sim.se                                                                         |
| TICCIH        | Comitetul Internațional pentru Conservarea Patrimoniului Industrial                                     | internațional                                                         | 1978       | www.ticcih.org                                                                     |
|               | TICCIH Spania                                                                                           | Spania                                                                | 1999       | www.ticcih.es Arhivat în 12 septembrie 2014, la Wayback Machine.                   |
|               | TICCIH Germania                                                                                         | Germania                                                              |            | German TICCIH National Committee Arhivat în 14 octombrie 2013, la Wayback Machine. |
|               | TICCIH Mexic                                                                                            | Mexic                                                                 | 2006       | www.ticcihmexico.org                                                               |
| TICCIH-Brasil | Comitetul Brazilian pentru Conservarea Patrimoniului Industrial                                         | Brazilia                                                              | 2003       | www.patrimonioindustrial.org.br Arhivat în 16 noiembrie 2018, la Wayback Machine.  |
|               | TICCIH Australia                                                                                        | Australia                                                             | 2008       | TICCIH in Oz discussion group                                                      |
| VVIA          | Asociația Flamandă pentru Arheologia Industrială                                                        | Flandra                                                               | 1978       | www.vvia.be                                                                        |

### General
- Traseul European al Patrimoniului Industrial
- Tururile patrimoniului industrial
- Muzeul Ironbridge Gorge
- Expoziție de arheologie industrială la Institutul Smithsonian
- Orașul Oțelului: o arheologie a trecutului industrial al Sheffield-ului
- Rețeaua Italiană de Turism Industrial

### Organizații locale AI
Marea Britanie
- Grupul de arheologie industrială Berkshire
- Societatea Arheologică Industrială din Bristol
- Societatea de istorie industrială din Cumbria
- Societatea Gloucestershire pentru Arheologie Industrială
- Societatea de Arheologie Industrială din Londra Mare
- Unitatea de Arheologie Ironbridge
- Societatea de Arheologie Industrială din Hampshire
- Societatea de Arheologie Industrială din Norfolk
- Societatea de Arheologie Industrială din North East Derbyshire
- Grupul de arheologie industrială din Northamptonshire
- Societatea Scoțiană a Patrimoniului Industrial
- Societatea Arheologică Industrială din Somerset
- Societatea de Arheologie Industrială din Staffordshire (UK). Arhivat în 2 august 2014, la Wayback Machine.
- Societatea de Arheologie Industrială Sussex
- Societatea de Arheologie Industrială din Warwickshire
- Societatea Arheologică Yorkshire - Secția de istorie industrială Arhivat în 5 ianuarie 2015, la Wayback Machine.

Statele Unite
Societatea pentru Arheologie Industrială are următoarele capitole locale :
- Capitolul Klepetko (Montana)
- Capitolele New England
- Capitolul Northern Ohio Arhivat în 3 iunie 2014, la Wayback Machine.  </link> (Nordul Ohio și Vestul Pennsylvaniei)
- Capitolul Oliver Evans (zona metropolitană Philadelphia)
- Roebling Chapter (zona metropolitană New York și New Jersey)
- Capitolul Samuel Knight (California de Nord)

### Materiale de referință
- IA Recordings un site de resurse bazat pe web

### Programe de Licență
- Arheologie industrială Master și program de doctorat la Universitatea Tehnologică din Michigan
- Master of Arts Arhivat în 20 iunie 2006, la Wayback Machine. la Ironbridge Institute